# Pisaboa
Genre
Pisaboa est un genre d'araignées aranéomorphes de la famille des Pholcidae.

## Distribution
Les espèces de ce genre se rencontrent en Amérique du Sud.

## Liste des espèces
Selon World Spider Catalog (version 21.5, 18/10/2020) :
- Pisaboa estrecha Huber, 2000
- Pisaboa fombonai Huber, 2020
- Pisaboa laldea Huber, 2000
- Pisaboa lionzae Huber, 2020
- Pisaboa mapiri Huber, 2000
- Pisaboa marcuzzii (Caporiacco, 1955)
- Pisaboa retracta Huber, 2020
- Pisaboa silvae Huber, 2000

## Publication originale
- Huber, 2000 : « New World pholcid spiders (Araneae: Pholcidae): A revision at generic level. » Bulletin of the American Museum of Natural History, no 254, p. 1-348 (texte intégral).